# Dosschebrug
De Dosschebrug is een betonnen liggerbrug over het Schipdonkkanaal in Deinze. De brug ligt in de N35, die Zingem met Tielt verbindt.
De brug werd in 1973 gebouwd, is 148,88 m lang en bestaat uit vijf overspanningen: twee zij-overspanningen van 21 m elk, met daartussenin een overspanning van 26 m over de N466a aan de zuidkant van het kanaal, een middenoverspanning van 56 m over het kanaal, en opnieuw een overspanning van 26 m over een lokale weg aan de noordkant van het kanaal. De breedte bedraagt 33,4m.
De brug werd genoemd naar veevoederfabrikant Dossche die ten westen van de brug is gevestigd.